# Handley Page H.P.54 Harrow
Le Handley Page HP54 Harrow est un  bombardier lourd britannique des années 1930 construit par Handley Page et utilisé par la Royal Air Force, puis pendant la Seconde Guerre mondiale comme avion de transport. C'est un bimoteur monoplan à aile haute avec un train fixe.

## Développement
Le HP 54 Harrow était la version de production de la conception précédente, le Handley Page HP51 (en), lui-même étant une conversion monoplan du biplan trimoteur Handley Page HP43 (en). Les deux monoplans ont tous deux été conçus par le Dr GV Lachmann (en). Handley Page destinait initialement le HP51 pour répondre à la demande offrir le à l'appel d'offre Air Ministry specification C.26/31  pour un bombardier-transport, puis a considéré le HP54 comme un meilleur prétendant. En fin de compte, aucun des deux ne fut candidat pour le C.26/31, car en juin 1935 , le ministère de l' Air, soucieux d'étendre et de moderniser la RAF a émis la spécification B.29/35 autour du Harrow, appuyant son rôle de bombardier tout en conservant sa capacité de transport. Le 14 août, des mois avant le premier vol du Harrow, le ministère a passé en une commande de 100 avions. Propulsé par des moteurs Bristol Pegasus  X de 830 ch (620 kW), le Harrow a effectué son premier vol  le 10 octobre 1936 à Radlett. Le Harrow a été conçu pour avoir le nez et la queue munis de tourelles, plus une tourelle dorsale actionnée manuellement. Les tourelles de nez et dorsale  étaient armés d'un seul fusil-mitrailleur Lewis, tandis que la tourelle de queue en comprenait deux. (Ces armes ont ensuite été remplacés par des mitrailleuses Vickers K (en)). Une cargaison de bombes jusqu'à 3 000 livres (1 400 kg) pourrait être réalisée sous le plancher de la cabine, l'avion étant en mesure d’emporter une seule bombe de 2 000 livres (910 kg). 

## Histoire opérationnelle

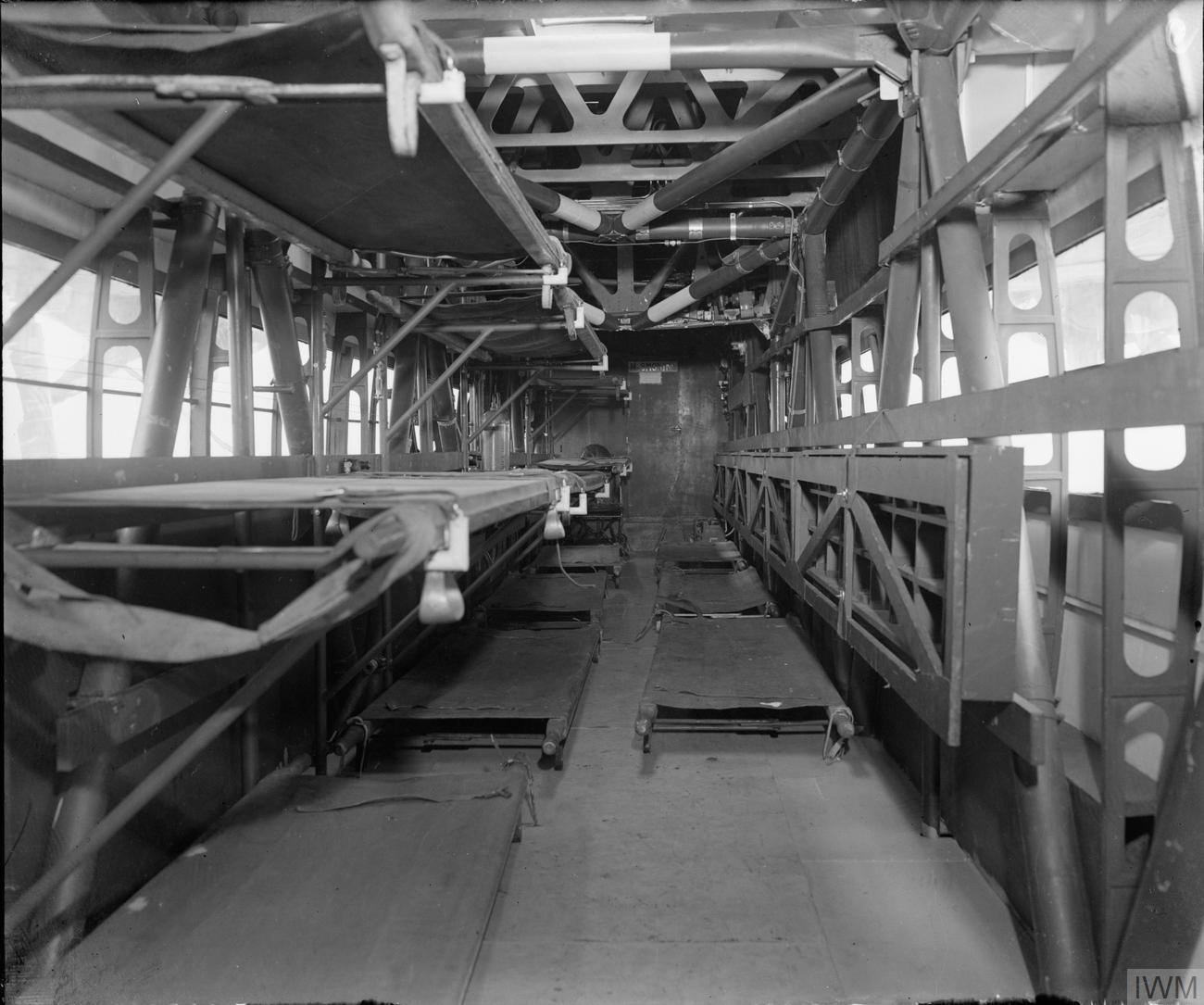
Intérieur d'un Handley Page Harrow servant d'avion ambulance.

Le premier Harrow a été livré au 214e Squadron de la RAF (en) le 13 janvier 1937, les 100 furent tous livrés à la fin de l'année,  cinq escadrons de bombardiers de la RAF sont alors équipés du Harrow. La Fleet Air Arm a aussi commandé 100 Harrow  mais Handley Page n'avait pas la capacité de production pour lui fournir. Malgré un  chauffage de l'habitacle par des chaudières à vapeur utilisant la chaleur d'échappement, le Harrow avait la réputation d'être un avion froid plein de courants d'air, en raison de la conception de la tourelle.  Comme les livraisons de bombardiers plus modernes a augmenté, le Harrow a été retiré comme un bombardier de première ligne fin de 1939, mais il a continué à être utilisé comme moyen de transport. le 271e Escadron a été formé le 1er mai 1940 avec un mélange de Harrow, Bristol Bombays et d'avions civils. Alors que ses autres avions ont été remplacés par des Douglas Dakotas, le 271e Escadron  a conservé les Harrow (parfois surnommé «Sparrows (Moineaux)» en raison de leurs nouveaux carénages de nez pour donner un fuselage plus simple) comme  transports et avions ambulances jusqu'à la fin de la Seconde Guerre mondiale  en Europe,. 
Les Harrow ont été utilisés occasionnellement pour effectuer des vols risqués entre l'Angleterre et Gibraltar, deux ont été ainsi perdus.  Les Harrow  ont également effectué  l'appui des forces alliées, dans leur avancée en nord-ouest de l'Europe, évacuation des blessés de l'opération Arnhem en septembre 1944,.   Sept Harrow ont été détruits par une attaque en rase motte de la Luftwaffe par des chasseurs  JG 26 et JG 54 sur l'aérodrome d'Evere  dans le cadre de l'Opération Bodenplatte, attaque allemande sur les aérodromes alliés du nord-ouest de l'Europe le 1er janvier 1945, ne laissant que cinq Harrow, qui ont finalement été réformés le 25 mai 1945,.

## Variantes
- Harrow Mk.I  Propulsé par deux moteurs Bristol Pegasus X de 830ch (620 kW), 19 construit.

- Harrow Mk.II Propulsé par deux moteurs Bristol Pegasus XX de 925ch (690 kW), 81 construit.

## Les opérateurs
Canada
- Royal Canadian Air Force

 Royaume-Uni
- Royal Air Force

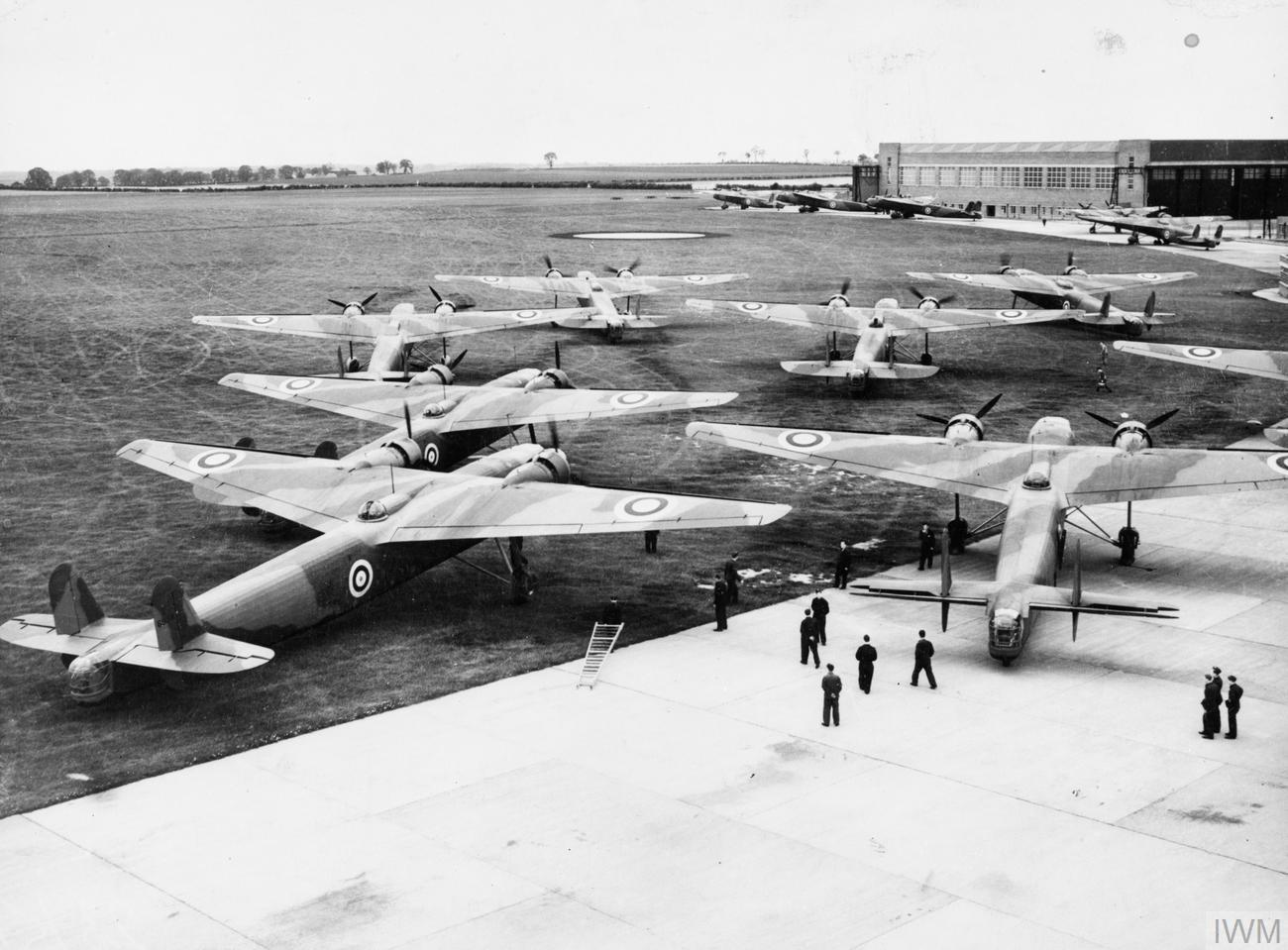
Harrows du 214e Squadron à RAF Feltwell en 1938.

  - No. 37 Squadron RAF (en) – 1937–1939 RAF Feltwell[9]
  - No. 75 Squadron RAF – 1937–1939 RAF Driffield (en) et ensuite RAF Honington[10]
  - No. 93 Squadron RAF (en) – 1940–1941 RAF Middle Wallop (aerial mine role)[9]
  - No. 115 Squadron RAF (en) – 1937–1939 RAF Marham[11]
  - No. 214 Squadron RAF (en) – 1937–1939 RAF Scampton puis  RAF Feltwell[12]
  - No. 215 Squadron RAF (en) – 1937–1939 RAF Driffield puis RAF Honington[12]
  - No. 271 Squadron RAF (en) – 1940–1945 RAF Doncaster puis RAF Ampney Down (transport)[13]
  - No. 420 Flight RAF (en) – devenu 93 Squadron[9]
  - No. 1680 Flight RAF – devenu 271 Squadron[13]
- Fleet Air Arm
  - 782 Naval Air Squadron (en)
- Flight Refuelling Limited

### Aéronefs comparables
- Armstrong Whitworth Whitley
- Bristol Bombay
- Dornier Do 23
- Junkers Ju 52